# Кључ (предмет)
Кључ је предмет најчешће од метала који служи за закључавање или откључавање брава или катанаца. Кључеви могу бити разних облика и димензија. Појам закључати значи затворити браву или катанац али у ширем значењу подразумева да је нешто затворено и недоступно ("срце закључано").

## Историја
О постојању кључа помиње још од Хомера у свом делу Одисеј у вези са Пенелопом која је имала кључ од бронзе и слонове кости. Археолози сведоче на основу ископавања да су постојали браве и кључеви још од 3. века п. н. е.

### Предмодерна историја
Браве су биле у употреби више од 6000 година, а један рани пример откривен је у рушевинама Ниниве, главног града древне Асирије. Овакве браве су развијене у египатску дрвену браву са иглама, која се састојала од засуна, учвршћења или додатка за врата и кључ. Када је кључ уметнут, игле унутар уређаја су подигнуте из избушених рупа унутар завртња, омогућавајући му да се помери. Када је кључ уклоњен, игле су делимично пале у завртње, спречавајући кретање.
Заштићена брава је такође била присутна од антике и остаје најпрепознатљивији дизајн браве и кључа у западном свету. Прве потпуно металне браве појавиле су се између 870. и 900. године, а приписују се енглеским занатлијама. Такође се каже да је кључ измислио Теодор са Самоса у 6. веку пре нове ере.
„Римљани су измислили металне браве и кључеве и систем безбедности који су обезбеђивали штитници.“
Имућни Римљани често су чували своје драгоцености у сигурним закључаним кутијама у својим домаћинствима, а кључеве су носили као прстење на прстима. Ова пракса је имала две предности: кључ се увек држао при руци, док је сигнализирао да је носилац довољно богат и важан да има новац и накит вредне обезбеђења.
Посебан тип браве, који датира из 17-18 века, иако је потенцијално старији јер сличне браве датирају из 14. века, може се наћи у Бегинажу белгијског града Лир. Ове браве су највероватније готичке браве, које су биле украшене лишћем, често у облику слова „V” који окружује кључаоницу. Често се називају бравом пијаног човека, међутим референца на пијанство може бити погрешна јер су ове браве, према одређеним изворима, дизајниране тако да особа и даље може да пронађе кључаоницу у мраку, иако то можда није случај, јер су украси могли бити чисто естетски. У новије време су дизајниране сличне браве.

### Модерне браве
Са почетком индустријске револуције у касном 18. веку и пратећим развојем прецизног инжењеринга и стандардизације компоненти, браве и кључеви су се производили са све већом сложеношћу и софистицираношћу.
Браву са полугом, која користи сет полуга да спречи да се засун помери у брави, изумео је Роберт Барон 1778. године. Његово закључавање полуге са двоструким дејством захтевало је да се полуга подигне на одређену висину тако што је у ручици изрезан прорез. Стога је подизање полуге превише било лоше као и недовољно подизање полуге. Ова врста браве се и данас користи.
Џеремаја Чаб је 1818. године значајно унапредио браву са полугом. Провала у Портсмут бродоградилишту подстакла је Британску владу да распише конкурс за производњу браве која се може отворити само сопственим кључем. Чаб је развио чабову детекторску браву, која је укључивала интегралну сигурносну карактеристику која би могла осујетити покушаје неовлашћеног приступа и која би указала власнику браве ако је дошло до ометања. Чаб је награђен са 100 фунти након што обучени провалник није успео да отвори браву после 3 месеца.
Године 1820, Џеремаја се придружио свом брату Чарлсу у оснивању сопствене браварске компаније Чаб. Чаб је направио разна побољшања своје браве: његов побољшани дизајн из 1824. није захтевао посебан регулаторни кључ за ресетовање браве; до 1847. његови кључеви су користили шест полуга уместо четири; и касније је представио диск који је омогућио кључу да прође, али је сузио видно поље, скривајући полуге од било кога ко покуша да откључа браву. Браћа Чаб су такође добила патент за први сеф отпоран на провалу и започели су производњу 1835.
Најранији патент за браву са иглама са двоструким дејством додељен је америчком лекару Абрахаму О. Стансберију у Енглеској 1805. године, али модерну верзију, која је и данас у употреби, изумео је Американац Лајнус Јејл старији 1848. године. Овај дизајн браве користио је игле различите дужине како би спречио отварање браве без исправног кључа. Године 1861, Лајнус Јејл млађи је био инспирисан оригиналном бравом са иглама из 1840-их коју је дизајнирао његов отац, те је тако изумео и патентирао мањи пљоснати кључ са назубљеним ивицама, као и игле различите дужине унутар саме браве, истог дизајна као и пин-тамблер брава која се и данас користи. Модерна Јејлова брава је у суштини развијенија верзија египатске браве.

## Израда
Кључеви су се одликовали разним израдама од давнина и били су украшавани најме окце (део који се држи руком) је било у различитим облицима, затим су се разликовали по тежини, облику и у употреби материјала. Ови украси су се употребљавали до краја 19. века када се почињу употребљавати сложеније браве од једноставнијих кључева.
Због тога што је поседовање кључева био знак достојанства они су се некада носили на хрудима около грла на златним ланцима а многи кључеви су имали и посебна имена као нпр. Кључ собе на двору Марије Терезије.

## Одређење кључева
Поред употребе кључева који су били одређени за употребу ради откључавања и закључавања врата појавили су се и развили специјални кључеви који је требало да обезбеде чувања блага, каса и разних трезора патентним бравама.

## Пакључ
Поједностављени тип кључа који су употребљавали бравари али исто тако и крадљивци станова.

## Кључаоница
Кључаоница (или отвор за кључ) је рупа или отвор (као на вратима или брави) за примање кључа. Облици отвора за кључеве за браве се увелико разликују у зависности од произвођача браве, а многи произвођачи имају низ јединствених профила који захтевају посебно глодани празан кључ да би се захватили стубови браве.

## Симболизам

### Хералдика
Кључеви се појављују у различитим симболима и грбовима, а најпознатији је онај Свете Столице: изведен из фразе у Матеју 16:19 која обећава Светом Петру, у римокатоличкој традицији првом папи, кључеве неба. Али ово свакако није једини случај. Многи примери су дати на Комонсу.
- Грб Свете столице
- Кључ на грбу Сиунтио

### Уметничко дело
Нека уметничка дела повезују кључеве са грчком богињом вештичарења познатом као Хеката.

### Палестински кључ
Палестински кључ је палестински колективни симбол њихових домова изгубљених у Накби, када је више од половине становништва Мандативне Палестине протерано или побегло од насиља 1948. године и након тога одбило право на повратак. Од 2016. палестински ресторан у Дохи, у Катару, држи Гинисов светски рекорд за највећи кључ на свету – 2,7 тона и 7,8 x 3 метра.